# 10월 14일
10월 14일은 그레고리력으로 287번째(윤년일 경우 288번째) 날에 해당한다.

## 사건
- 1806년 - 예나-아우어슈테트 전투에서 나폴레옹의 프랑스군이 프로이센군을 격파하다.
- 1909년 - 안창호, YMCA회관에서 '전도(前途)의 희망'이란 제목으로 연설.
- 1916년 - 데라우치 마사타케가 조선총독직에서 물러났다.
- 1930년 - 함흥공립상업학교 학생들이 격문을 살포하며 만세시위를 벌이다.
- 1942년 - 일본, 조선군사령 공포.
- 1944년 - 제2차 세계 대전: 에르빈 롬멜 나치 독일 육군 원수, 히틀러 암살 미수 사건에 관여한 의혹으로 히틀러에게 자살 강요를 받아 음독 자살
- 1953년
  - 키비아 학살: 아리엘 샤론이 지휘하는 이스라엘 군이 요르단강 서안 지구를 공격, 50명 이상이 살해되었다.
  - 요시프 브로즈 티토, 유고슬라비아 사회주의 연방공화국 대통령에 선출되다.
- 1962년 - 쿠바 미사일 위기: U-2 정찰기가 쿠바 상공을 정찰하여 소련의 미사일 기지를 찾아내다.
- 1963년 - 대한민국과 캐나다가 국교를 수립하다.
- 1974년 - 유신체제: 대한민국 박정희 대통령, 긴급조치 제3호 선포
- 1975년 - 대한민국 정부, '부처님 오신 날'과 '어린이날' 공휴일로 제정
- 1980년 - 유엔 특별 총회, 아프가니스탄 주둔 소련군 철수결의안 가결
- 2002년 - 신승남 검찰총장, 동생 신승환의 이용호게이트 연루로 도의적 책임 지고 사퇴.
- 2006년 -
  - 반기문 외교통상부 장관이 제 8대 UN 사무총장으로 선출됨.
  - 밤 11시 7분 경(한국 표준시), KBS 2TV가 디먹스(방송 송출 장비, 소니 제품)의 고장으로 방송 사고가 일어나서 23분 동안 방송이 정상화되지 못했다.
- 2012년 - 정부중앙청사 화재가 발생했다.
- 2018년 - 김성수가 서울특별시 강서구 PC방에서 아르바이트생을 살해했다.

## 문화
- 1872년 - 신바시 - 요코하마 간 철도 노선의 개통으로 일본의 철도가 탄생하다.
- 1908년 - 시카고 컵스가 20세기 마지막 월드시리즈 우승을 달성하다.
- 1947년 - 미 공군 소속 테스트 파일럿인 척 예거가 벨 X-1기로 초음속 수평 비행에 성공하다.
- 1949년 - 대한민국 공군사관학교 전신인 항공사관학교 창설.
- 1992년 - KBO 리그 한국시리즈 5차전에서 롯데 자이언츠가 빙그레 이글스를 4대 2로 꺾고 시리즈 전적 4승 1패로 1984년 이후 8년만에 통산 2번째 우승을 달성하였다.
- 2000년 - 미국 오리건 주립대학교 연구팀이 첫 영장류 복제원숭이 ‘테트라’ 탄생시킴.
- 2013년 - 방송인 이숙영이 파워FM SBS 파워FM에서 러브FM SBS 러브FM으로 17년만에 이동했다.
- 2014년 - '러버덕 프로젝트'가 서울 석촌호수에서 한 달간 열리다.
- 2021년 - 알리탈리아가 중단되다.

## 탄생
- 1398년 - 태조의 7남 무안대군. (1381년~)
- 1617년 - 조선의 문신, 유학자 윤휴. (~1680년)
- 1633년 - 잉글랜드의 군주 제임스 2세. (~1701년)
- 1857년 - 러시아의 과학자 콘스탄틴 치올콥스키. (~1935년)
- 1873년 - 미국의 육상 선수 레이 유리. (~1937년)
- 1890년 - 미국의 군인 및 대통령 드와이트 D. 아이젠하워. (~1969년)
- 1892년 - 구 소련의 군인 안드레이 예료멘코. (~1970년)
- 1893년 - 미국의 배우 릴리언 기시. (~1993년)
- 1894년 - 미국의 시인 E. E. 커밍스. (~1962년)
- 1900년 - 대한민국의 작가 주요한. (~1979년)
- 1906년 - 독일 출신의 정치철학자 한나 아렌트. (~1975년)
- 1911년 - 북베트남의 정치가 레득토. (~1990년)
- 1927년 - 영국의 배우 로저 무어. (~2017년)
- 1930년 - 콩고민주공화국의 정치인 모부투 세세 세코. (~1997년)
- 1932년 - 미국의 모델, 영화배우 다이안 손. (~2020년)
- 1938년
  - 대한민국의 정치인 신경식.
  - 미국의 비행기 조종사 프레드 트럼프 주니어.
- 1939년 - 미국의 패션 디자이너 랠프 로런.
- 1940년 - 영국의 가수 클리프 리처드.
- 1944년 - 대한민국의 연출가 이병훈.
- 1945년 - 영국의 배우 가레스 포우드. (~2007년)
- 1946년
  - 대한민국의 배우 서권순.
  - 대한민국의 목사 하용조. (~2011년)
- 1952년
  - 대한민국의 영화 감독 왕호.
  - 핀란드의 작곡가 카이야 사리아호. (~2023년)
- 1954년 - 대한민국의 정치인 김상우.
- 1955년
  - 일본의 음악가 오쿠 케이이치.
  - 미국의 배우 알린 소킨. (~2023년)
- 1958년 - 대한민국의 방송프로듀서 송일준.
- 1960년 - 대한민국의 드라마 작가 임성한.
- 1962년 - 대한민국의 가수 임재범.
- 1963년 - 대한민국의 배우 김미경.
- 1964년 - 대한민국의 교육인 하윤경.
- 1965년
  - 잉글랜드의 배우 스티브 쿠건.
  - 대한민국의 법조인 천종호.
- 1966년 - 대한민국의 성우 이혜영.
- 1967년 - 대한민국의 배우 차인표.
- 1968년
  - 대한민국의 가수, 배우 김정민.
  - 대한민국의 기업인 김재열.
  - 잉글랜드의 전 축구 선수, 축구 방송 진행자 맷 르티시에.
- 1969년
  - 대한민국의 만화가 이우일.
  - 러시아의 전 축구 선수, 현 축구 코치 빅토르 오놉코.
- 1970년 - 대한민국의 농구 선수 박재현. (~2004년)
- 1971년 - 프랑스의 배우 알렉산드라 라미.
- 1972년 - 대한민국의 전 씨름 선수 김경수.
- 1973년
  - 일본의 성우 사카이 마사토.
  - 호주의 쇼트트랙 선수 스티븐 브래드버리.
- 1974년 - 대한민국의 교육자 박재현.
- 1976년 - 타이완의 배우, 가수 장첸.
- 1978년 - 미국의 가수 어셔.
- 1979년
  - 대한민국의 희극인 김재우.
  - 미국의 프로레슬링 선수 스테이시 키블러.
- 1980년 - 대한민국의 온라인콘텐츠창작자 놀지.
- 1981년 - 타지키스탄의 가수 샤브나미 수라이요.
- 1982년
  - 미국의 장거리 육상 선수 라이언 홀.
  - 대한민국의 배우 민영.
- 1983년
  - 대한민국의 피아니스트 윤한.
  - 대한민국의 배우 강기영.
  - 대한민국의 가수, 희극인 이상구.
  - 대한민국의 아나운서 정다희.
  - 중국의 배드민턴 선수 린단.
- 1984년
  - 대한민국의 희극인 미자.
  - 대한민국의 야구 선수 전병두.
  - 대한민국의 축구 선수 홍경숙.
  - 잉글랜드의 전직 축구 선수 앨릭스 스콧.
- 1985년
  - 대한민국의 가수 김원준.
  - 조선민주주의인민공화국의 축구 선수 리혁철.
- 1986년
  - 대한민국의 래퍼 스윙스.
  - 사우디아라비아의 축구 선수 무한나드 아시리.
- 1987년
  - 대한민국의 가수 코타.
  - 대한민국의 가수 차수빈.
- 1988년
  - 미국의 배우 맥스 시리엇.
  - 대한민국의 축구 선수 최용우.
- 1989년 - 대한민국의 가수 김태현.
- 1990년 - 대한민국의 가수, 작곡가 주우영.
- 1991년 - 대한민국의 연극배우 김수진.
- 1992년
  - 대한민국의 농구 선수 심성영.
  - 나이지리아의 축구 선수 아흐메드 무사.
  - 일본의 배우 스즈키 노부유키.
- 1993년
  - 대한민국 피트니스 모델 최설화.
  - 일본의 유도 선수 나가세 다카노리.
- 1994년
  - 일본의 전 댄서, 모델 후지이 슈카.
  - 일본의 배우 타카야나기 토모요.
- 1995년
  - 대한민국의 수영 선수 안세현.
  - 대한민국의 배우 신윤주.
  - 대한민국의 범죄자 조주빈.
- 1996년 - 대한민국의 배우 강우정.
- 1997년
  - 대한민국의 배우 문서율.
  - 대한민국의 전 배우 권오민.
  - 대한민국의 가수 시월십사일.
  - 일본의 가수 야마키 리사.
  - 일본의 아이돌 시로마 미루.
- 1998년
  - 대한민국의 배우 장인아.
  - 일본의 래퍼 챤미나.
  - 덴마크의 축구 선수 빅토르 넬손.
  - 미국의 육상 선수 케네스 베드나렉.
- 1999년
  - 잉글랜드의 배우 대니얼 로치.
  - 대한민국의 축구 선수 이상준.
  - 중화인민공화국의 테니스 선수 우이빙.
- 2000년 - 대한민국의 리그 오브 레전드 프로게이머 이가을.
- 2001년
  - 대한민국의 배우, 모델 이석기.
  - 미국의 배우 로언 블랜처드.
- 2002년
  - 대한민국의 야구 선수 강효종.
  - 대한민국의 리그 오브 레전드 프로게이머 케리아.
  - 대한민국의 래퍼 요보이.
- 2017년 - 말레이시아의 이슬람 테밍궁 황제 가문 바카르 이브라힘.

### 미상
- 중앙아프리카공화국의 정치인 프랑수아 보지제.

## 사망
- 1066년 - 영국의 국왕 해럴드 2세. (1022년~)
- 1597년 - 이순신과 방수진의 3남 이면. (1577년~)
- 1709년 - 조선의 문신, 시인 이서우. (1633년~)
- 1937년 - 체코슬로바키아의 정치인, 철학자, 언론인, 토마시 가리크 마사리크. (1850년~)
- 1944년
  - 독일의 군인 에르빈 롬멜. (1891년~)
  - 미국의 야구인 톱시 하트셀. (1874년~)
- 1977년 - 미국의 가수 겸 배우 빙 크로스비. (1903년~)
- 1990년 - 미국의 지휘자 레너드 번스타인. (1918년~)
- 2010년 - 프랑스의 수학자 브누아 망델브로. (1924년~)
- 2014년 - 대한민국의 대학교수이자 문학평론가 김치수. (1940년~)
- 2015년 - 베냉의 군인, 대통령 마티외 케레쿠. (1933년~)
- 2016년 - 대한민국의 소설가 송영. (1940년~)
- 2017년 - 대한민국의 영화배우 김보애. (1937년~)
- 2018년 - 세르비아의 배우 밀레나 드라비치. (1940년~)
- 2019년
  - 대한민국의 배우, 가수 설리 (f(x)). (1994년~)
  - 미국의 문학평론가 해럴드 블룸. (1930년~)
- 2020년
  - 팔라우의 제5대 대통령 쿠니오 나카무라. (1943년~)
  - 미국의 영화배우 론다 플레밍. (1923년~)
- 2021년
  - 대한민국의 정치인 이완구. (1950년~)
  - 일본의 정치인 모리야마 마유미. (1927년~)
- 2022년
  - 그리스의 태권도 선수 알렉산드로스 니콜라이디스. (1979년~)
  - 스코틀랜드의 영화배우 로비 콜트레인. (1950년~)
  - 미국의 영화배우 테드 화이트. (1926년~)
- 2023년
  - 미국의 영화배우 파이퍼 로리. (1932년~)
  - 대한민국의 미술가 박서보. (1931년~)
- 2024년
  - 일본의 아동문학가 나카가와 리에코. (1935년~)
  - 대한민국의 소설가 박혜강. (1955년~)
  - 미국의 심리학자 필립 짐바르도. (1933년~)

## 기념일
- 와인데이: 대한민국
- 세계 표준의 날
- 조국수호의 날: 우크라이나
- 철도의 날(일본)

## 기타
그레고리력에서는 1582년 10월 5일부터 10월 14일까지 존재하지 않는다.

## 같이 보기
- 전날: 10월 13일 다음날: 10월 15일 - 전달: 9월 14일 다음달: 11월 14일
- 음력: 10월 14일
- 모두 보기